# Kujtim Bala
Kujtim Bala, född 24 maj 1990, är en svensk före detta fotbollsspelare.
Balas moderklubb är Veddige BK. Som 15-åring lämnade han klubben för Halmstads BK. Bala gick 2007 över till Varbergs BoIS, men återvände till HBK efter en säsong. Den 12 juli 2009 debuterade han för Halmstads BK mot GAIS, där han byttes in mot Christian Järdler i 59:e minuten. I november 2009 flyttades Bala upp i A-laget.
I november 2011 återvände Bala till Varbergs BoIS. Han missade hela sin första säsong i klubben efter ha råkat ut för en korsbandsskada. Säsongen 2013 spelade han 24 matcher för klubben samt gjorde ett mål i Superettan. Under säsongen 2014 spelade han 27 matcher för Varbergs BoIS, samtliga från start.
I december 2014 skrev han på för Östersunds FK. Han debuterade i premiäromgången av Superettan 2015 i en 1–0-vinst över IF Brommapojkarna.
I december 2015 värvades Bala av IK Sirius, där han skrev på ett tvåårskontrakt. Efter endast ett halvår i Sirius, gick Bala i juli 2016 till Dalkurd FF. Säsongen 2017 blev Balas sista som spelare.